# John Harold Ostrom
Pour les articles homonymes, voir Ostrom.
John Harold Ostrom est un paléontologue et un géologue américain, né le 18 février 1928 à New York et mort le 16 juillet 2005 à Litchfield.

## Biographie
Il obtient son Bachelor of Sciences en géologie et en biologie à l'Union College de Schenectady en 1951. George Gaylord Simpson l’invite alors à devenir son assistant à l’université Columbia le temps d’un été. De 1951 à 1956, il est assistant de recherche au sein de l’American Museum of Natural History auprès d’Edwin Harris Colbert. De 1956 à 1961, il enseigne au Beloit College dans le Wisconsin. Il obtient son doctorat en paléontologie des vertébrés en 1960.
Ostrom est nommé professeur assistant de l’université Yale au département de géologie et de géophysique. Il assume également la fonction de conservateur assistant au sein du Muséum d'histoire naturelle Peabody. En 1971, il devient professeur et conservateur. Ses fonctions au sein du Muséum Peabody lui permettent d’étudier les collections rassemblées par Othniel Charles Marsh, Richard Swann Lull et John Bell Hatcher. Il s’intéresse à la morphologie fonctionnelle et conduit plusieurs expéditions dans le bassin de la Bighorn (Wyoming et Montana). Ses recherches sur l’évolution des dinosaures volants aux oiseaux sont particulièrement connues.